# آبشار موس
آبشار موس (به انگلیسی: Moose Falls) آبشاری است که در کشور ایالات متحده آمریکا واقع شده‌است و بلندترین ریزشگاه آن ۹ متر ارتفاع دارد. حوضهٔ آبریز این آبشار، رود کراو فیش است.